# Belvárosi Szent Anna-plébániatemplom
A Belvárosi Szent Anna-templom, más néven szervita templom Budapesten található a Belvárosban, a Szervita téren. A második világháború végéig a szervita rend kezelésében működött, ma a Belvárosi Nagyboldogasszony Főplébániához tartozik. A templom az 1997. évi LIV. törvény alapján 15394 törzsszám alatt I. kategóriába sorolt műemlék.

## Története
A mai Szervita tér déli oldalán a főváros töröktől való felszabadítása után, 1689-ben telepedett meg a szervita rend, amely a négy pesti mecset legnagyobbikát, a Büjük-dzsámit kezdte használni. A rend 1717-ben kezdte új templomának, 1725-ben kolostorának építését. 1726-ban megvették Liegler Péter kovácsmestertől a 11-es számú házhelyet. Az adásvételt a város azzal a kitétellel hagyta jóvá, hogy a telek örök időkre a rend tulajdonában marad, de azon nem építkezhetnek, csak vallásos emlékművet emelhetnek. Így is történt: 1729-ben felállították a barokk Mária-oszlopot a templom homlokzata előtt.
Az építkezéseket az eredeti tervező, Hölbling János halálát követően az építésvezető Pauer János György fejezte be 1732-re; a templomhoz csatlakozó kétszintes, zárt udvart körülvevő kolostorépület csak 1772-re készült el. A templom eredetileg egyszerű, pilaszterekkel tagolt, kétszintes barokk homlokzatot és egyszintes, hagymasisakos tornyot kapott; a kolostor egyszerű, kissé hátrébb húzott homlokzatát csak a szobordíszes, közvetlenül a templom mellett nyíló kapu tette változatosabbá.
A templom és a kolostor 1849 májusában, Pest Heinrich Hentzi általi ágyúztatásában súlyos sérüléseket szenvedett. A kolostort teljesen újjáépítették 1871–74 között Diescher József vezetésével, aki egy vonalba hozta homlokzatát a temploméval, és a két épületnek közös homlokzatot komponált. A kolostoré egy háromtengelyes összekötő szakasz közbeiktatásával megismételte a templomét, ugyanolyan párkányos lezárással.
A második világháborút követően a kolostort először a földszintig, majd teljesen elbontották. Felmerült a homlokzat barokk állapotának helyreállítása, de ez végül nem történt meg, csak az oldalhomlokzatokon, kibontva a lant alakú, különleges ablakokat. A templom homlokzatát 1970–77 között helyreállították, elbontva a Városháza utcai oldalhoz csatlakozó, kétszintes, a háborúban megsérült üzletsort. 1976-ra az egykori kolostor helyére, a templomot L alakban körülölelve felépült a Belvárosi Távbeszélő Központ oda nem illő, modern épülete, Jeney Lajos és Bán Ferenc (BVTV) tervei alapján.

## Az épület leírása
Egyhajós, egyenes szentélyzáródású templomépület. Kőlábazatos, vakolatdíszes főhomlokzata neoreneszánsz, négyzetes alaprajzú középtoronnyal, a Szervita tér déli oldalának utcafalába illeszkedik. Oldalhomlokzata barokk jegyeket mutat, lant formájú ablakokkal; a szentélyt az újabb kori beépítés részben eltakarja. Annak nyugati oldalán egyemeletes, egykorú toldaléképület (sekrestye) áll. A templom főhomlokzata erőteljesen, plasztikusan tagolt, háromrizalitos és négyszintes, a harangtorony kétszintes. A homlokzat alsó két szintje vakolatsávokkal tagolt, amit a két szint között és az első emelet felett övpárkány határol. A felső két szintet áttört, balusztrádos attikával koronázott főpárkány zárja le, a középrészben szegmensíves timpanonnal kiemelt főpárkánnyal.
A háromtengelyes földszint két szélső mezejében vaktükör, középen oszlopokkal határolt, félköríves záródású kapu van, felette háromszögletű timpanonnal. A vaktükrökben a 7-es Vilmos Huszárok emlékműve látható (baloldalt fekete márvány emléktábla 627 névvel, jobboldalt bronz dombormű), Istók János 1930-ban átadott alkotása. Az első emeleten az oldalsó tengelyekben félköríves szoborfülkék egy-egy szent szobrával, középen fekvő téglalap alakú dombormű (Halász László munkái, 1873). A felső két szintet a lábazatként kiemelt vakolatsávok folytatásában 2-2-2 pilaszter tagolja. A két oldalsó axisban alul füles keretezésű, mélyített, domborműves vaktükrök, felül kör alakú medallionok láthatóak. Középen a harmadik szinten félköríves, nagyméretű kórusablak, a negyedik szinten körablak (itt eredetileg óra volt). A torony két szintje között markáns, tagolt övpárkány, az alsó szinten pilaszterek között, a felső szinten féloszlopok között egy-egy félköríves ablak található. A homlokzatot lezáró főpárkányon, a torony sarkainál egy-egy szent szobra áll. A tornyot erősen tagolt, rézfedésű toronysisak koronázza. A templom homlokzati rekonstrukciója 2014-re készült el.
Egy holland sztárépítész tervei szerint 2018-ra lakóházzá és szállodává épült át a Szervita téren álló telefonközpont (az egykori kolostorépület).

## Harangjai
A 61 méter magas toronyban két harang lakik. A nagyharang 230 kg-os, c2 alaphangú, 77 cm alsó átmérőjű. Nuspichker János öntötte Budán, 1694-ben. A kisharang 55 kg-os, asz2 alaphangú, 46 cm alsó átmérőjű. Joseph Seimmer öntötte Pesten, 1757-ben.

## Galéria

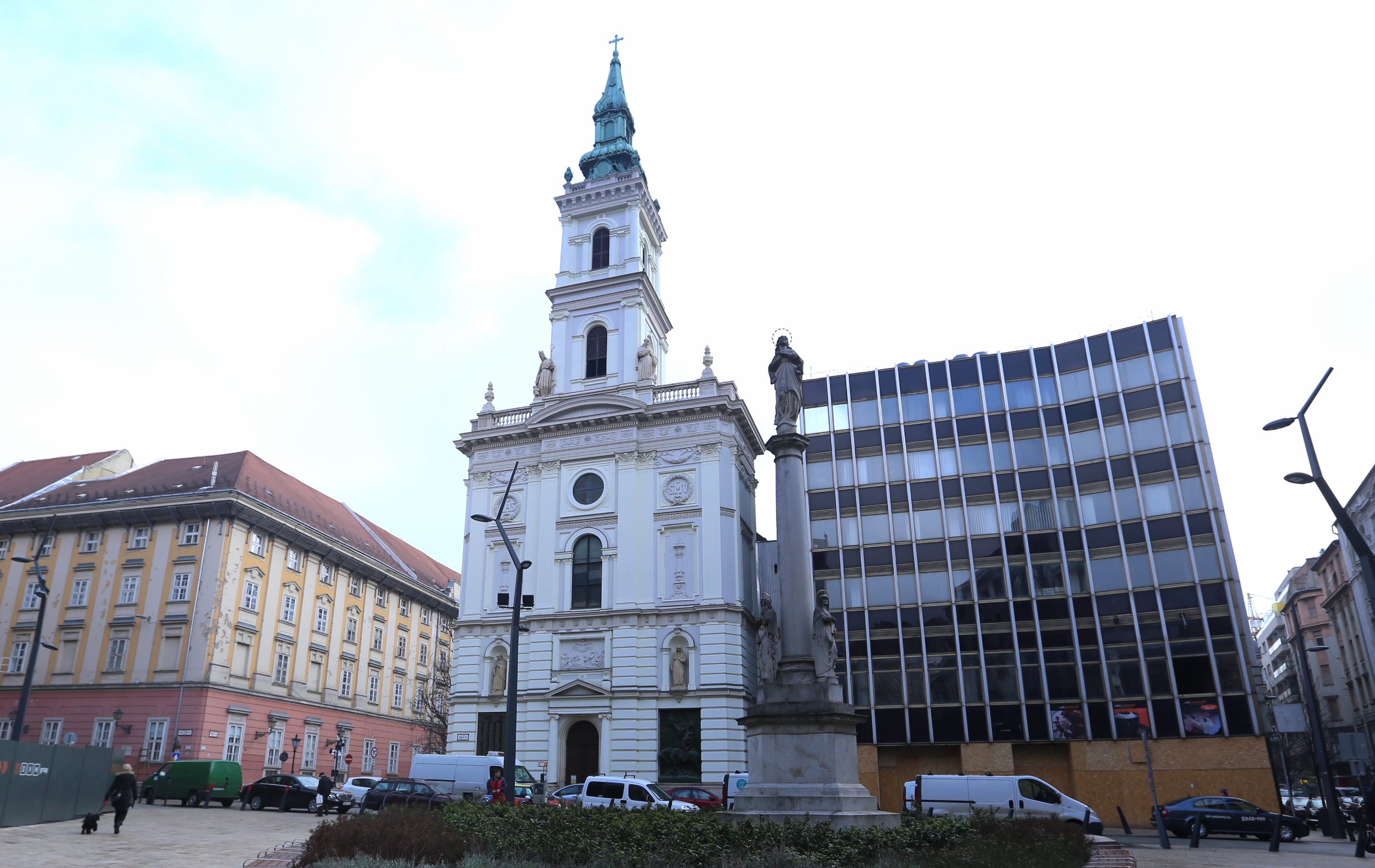
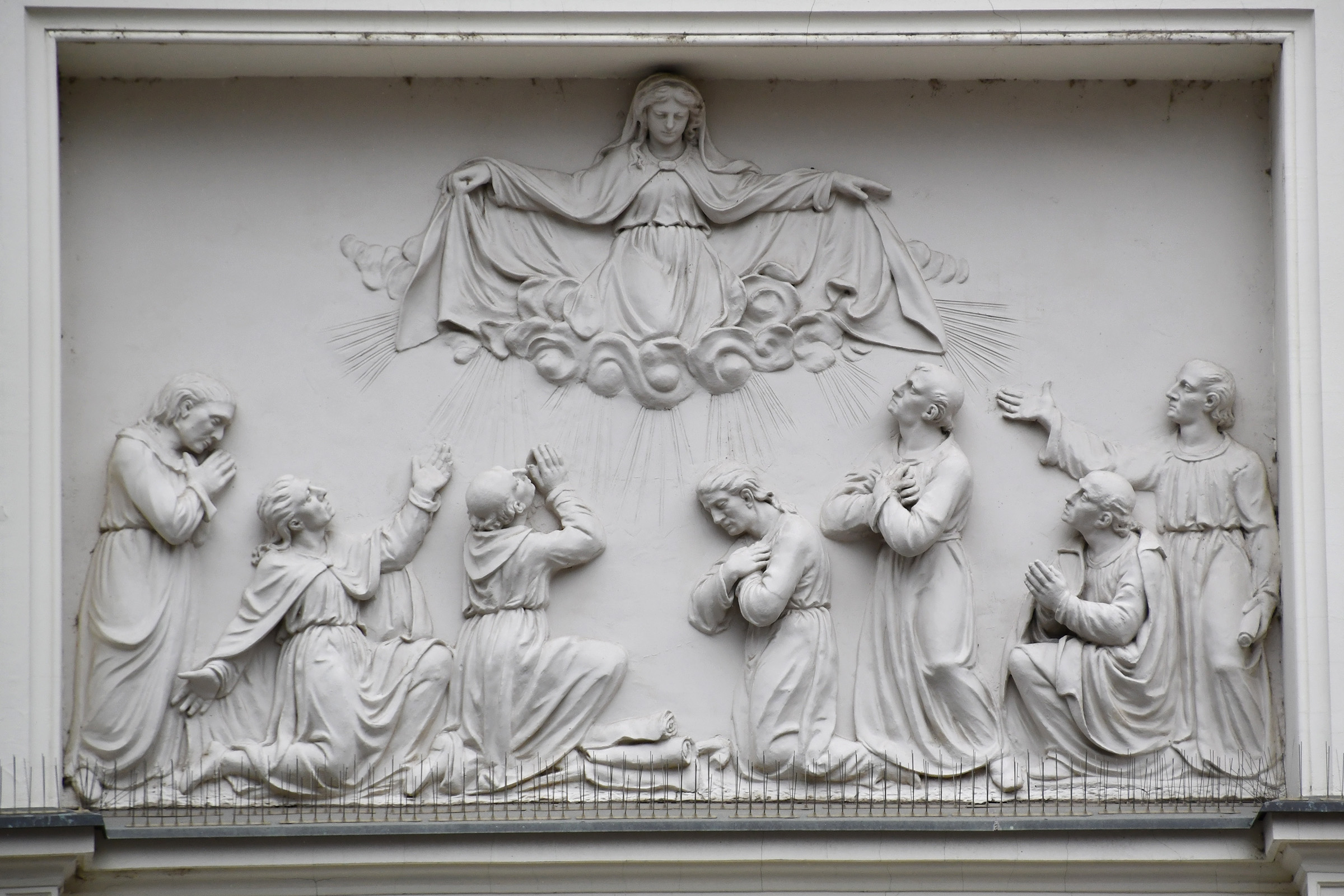
A szervita rendalapítók domborműve Szűz Máriával a főhomlokzaton
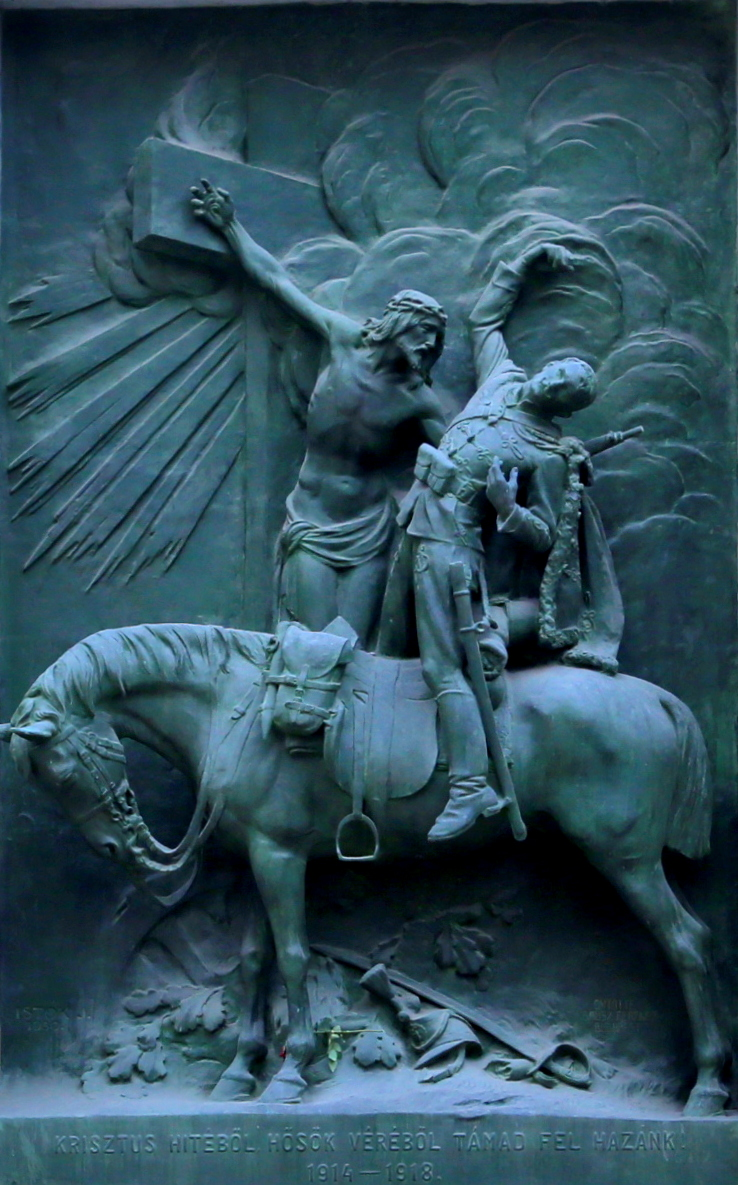
A 7. huszárezred első világháborús emlékműve a főhomlokzaton
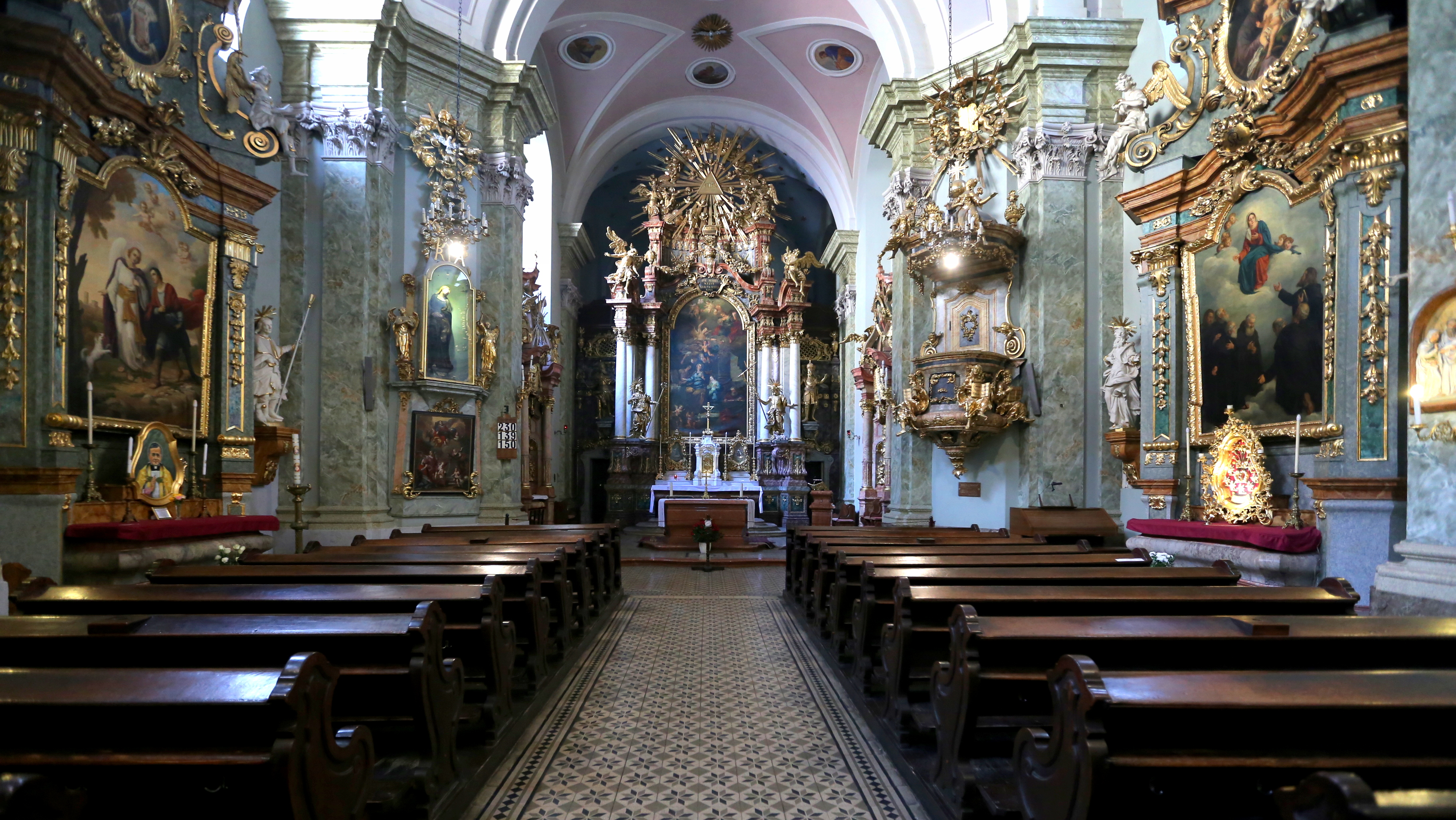
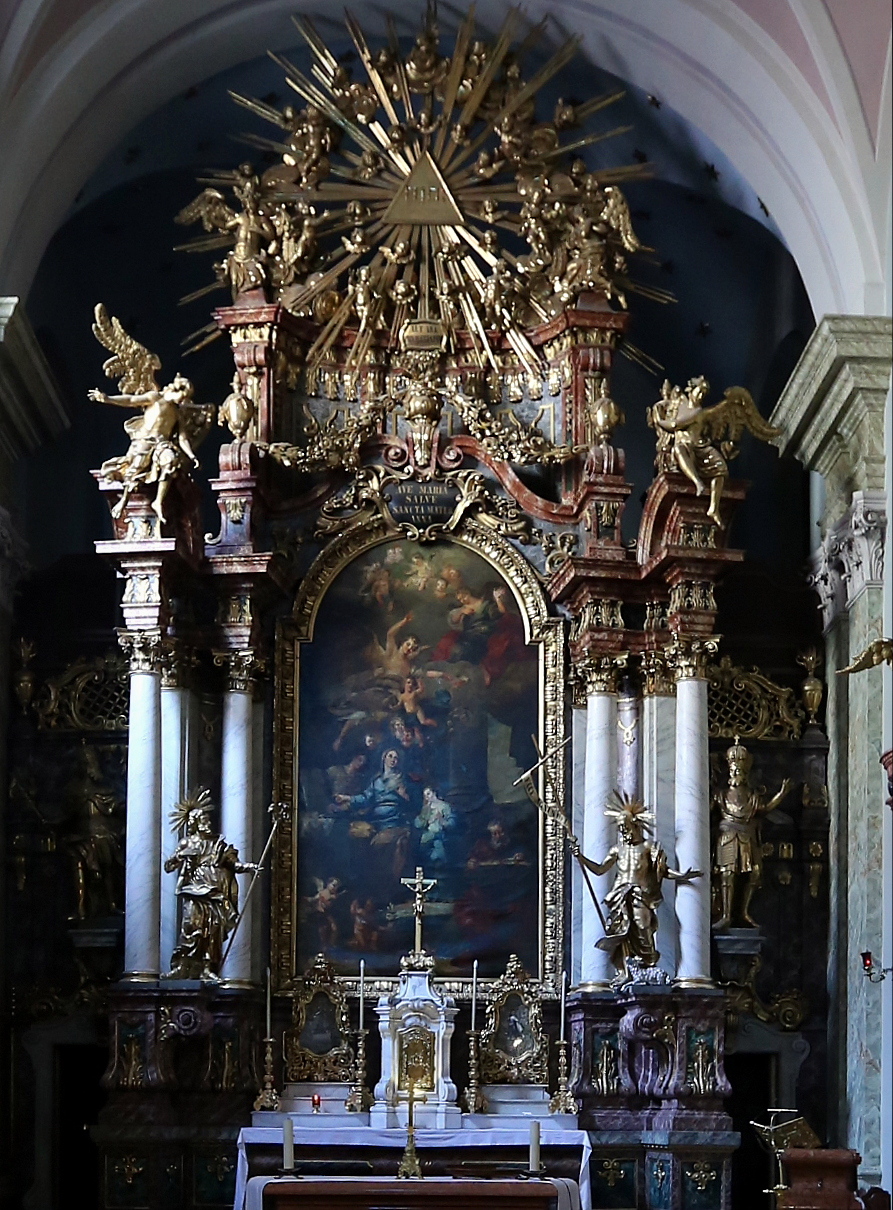
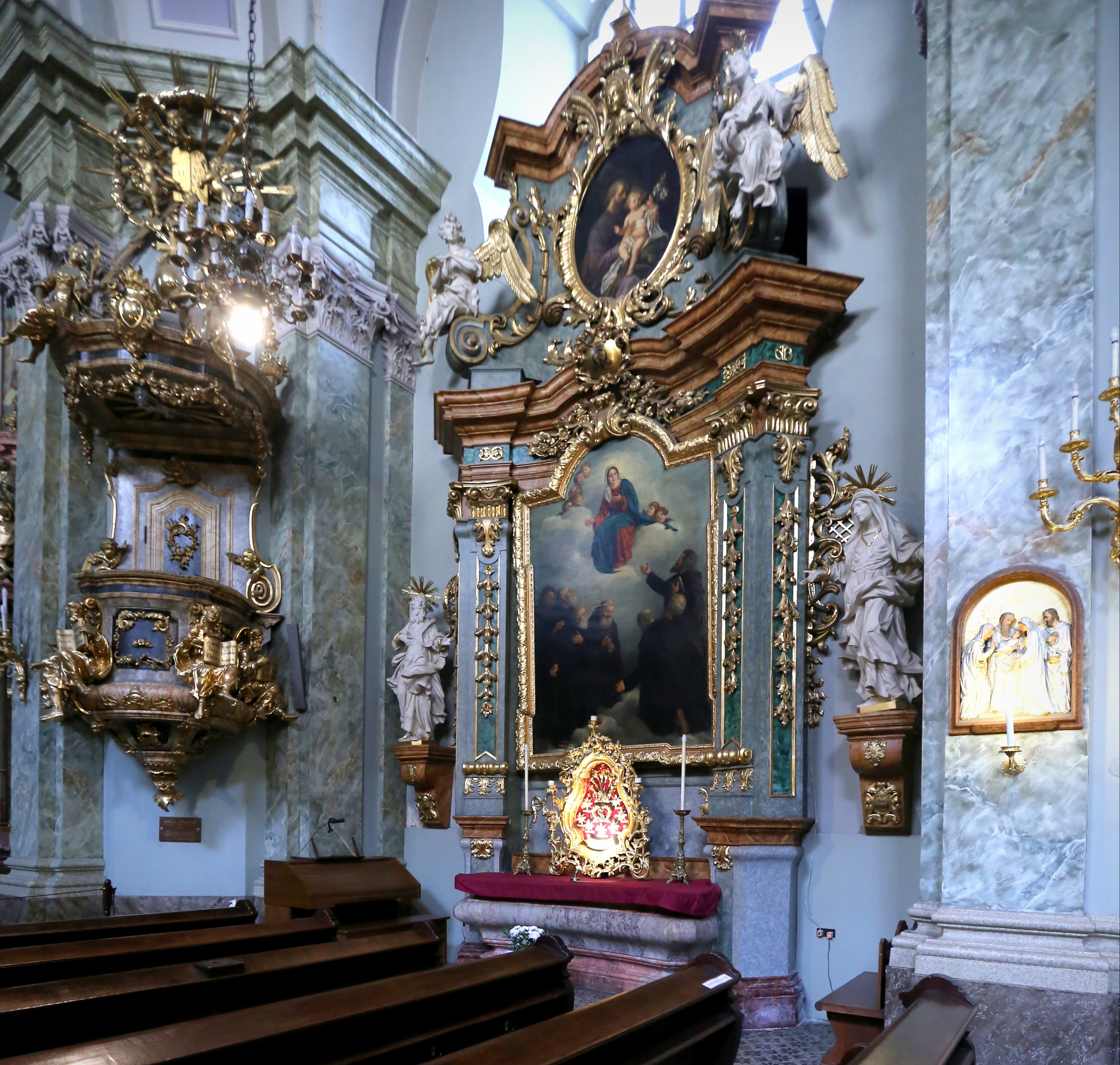
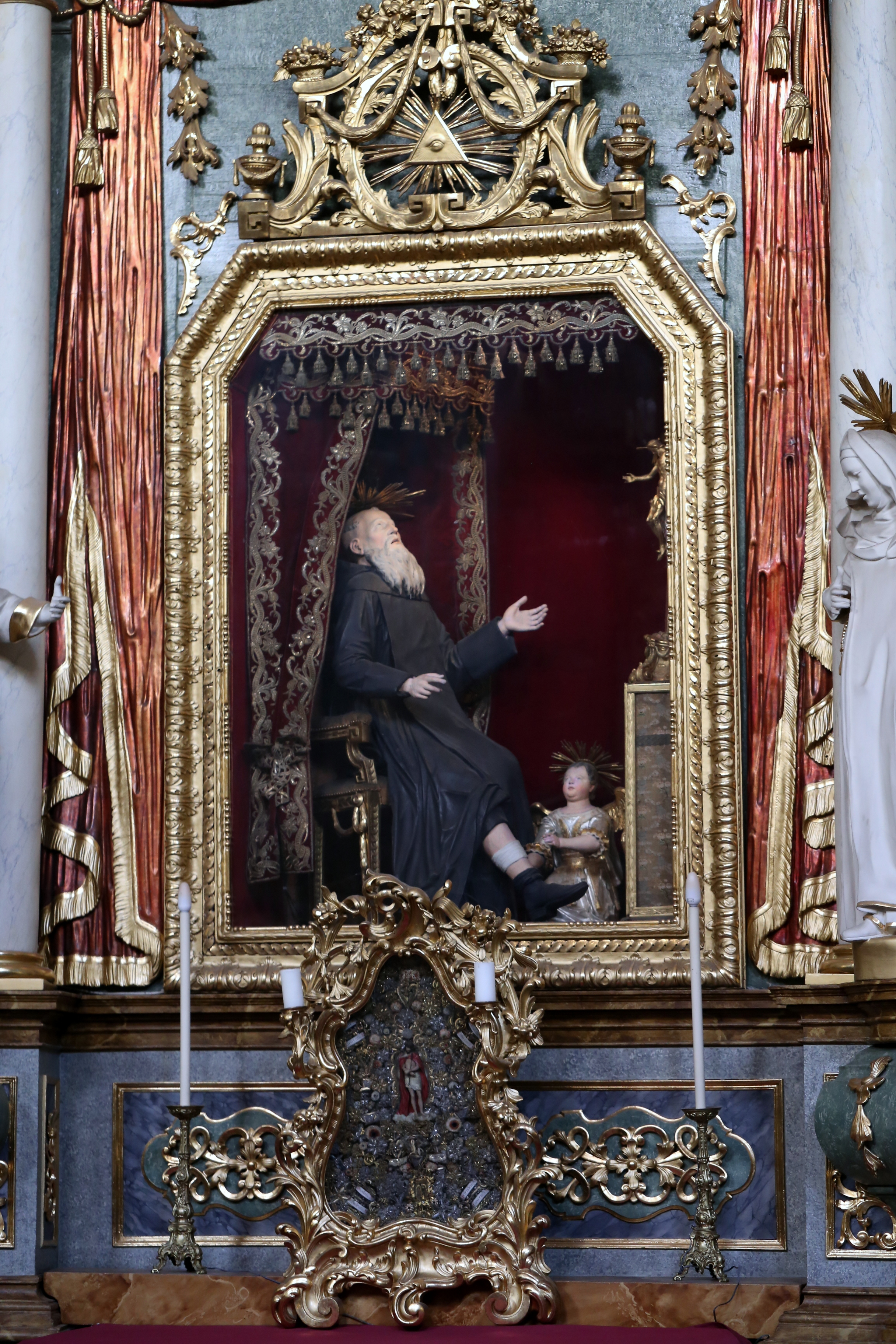
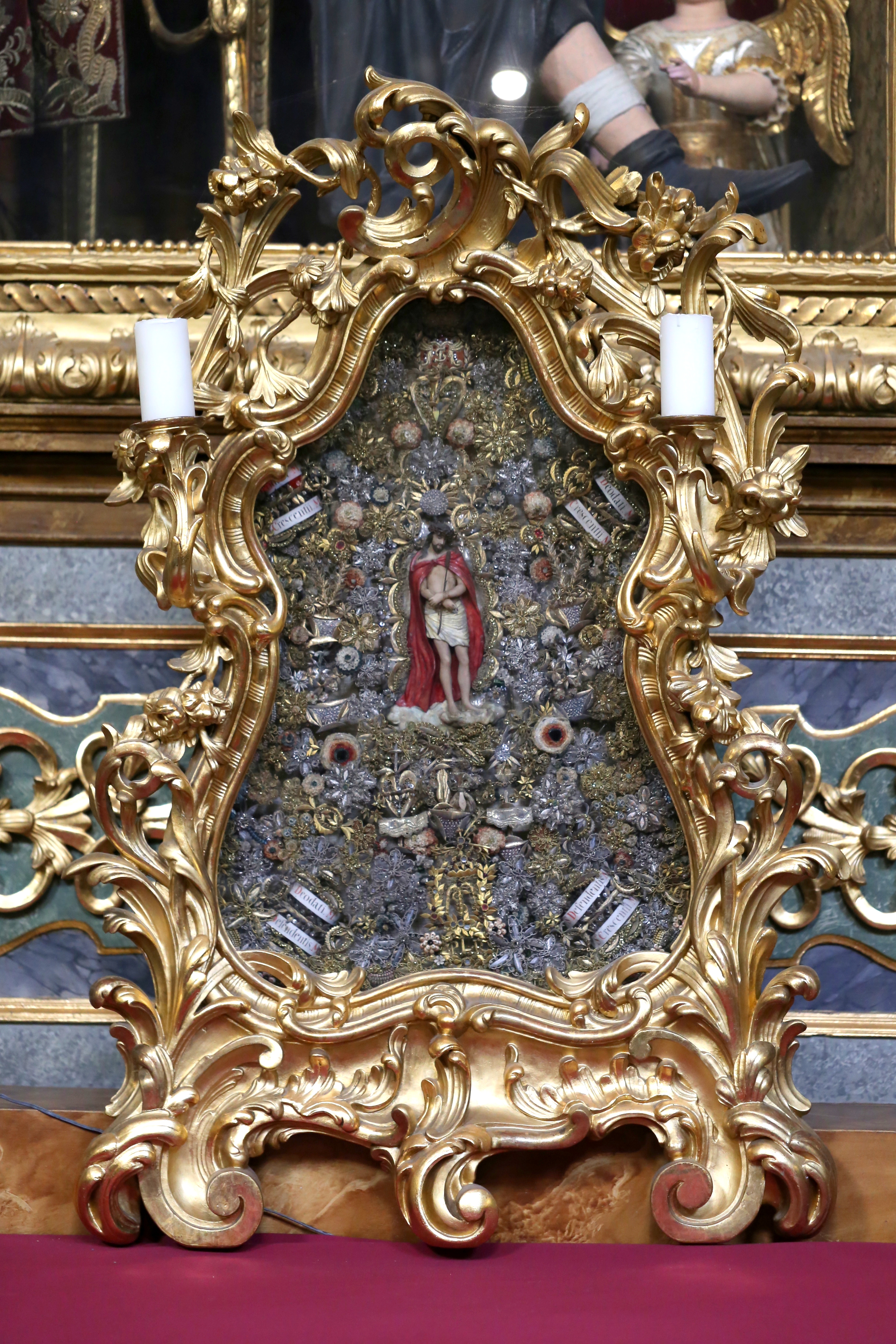
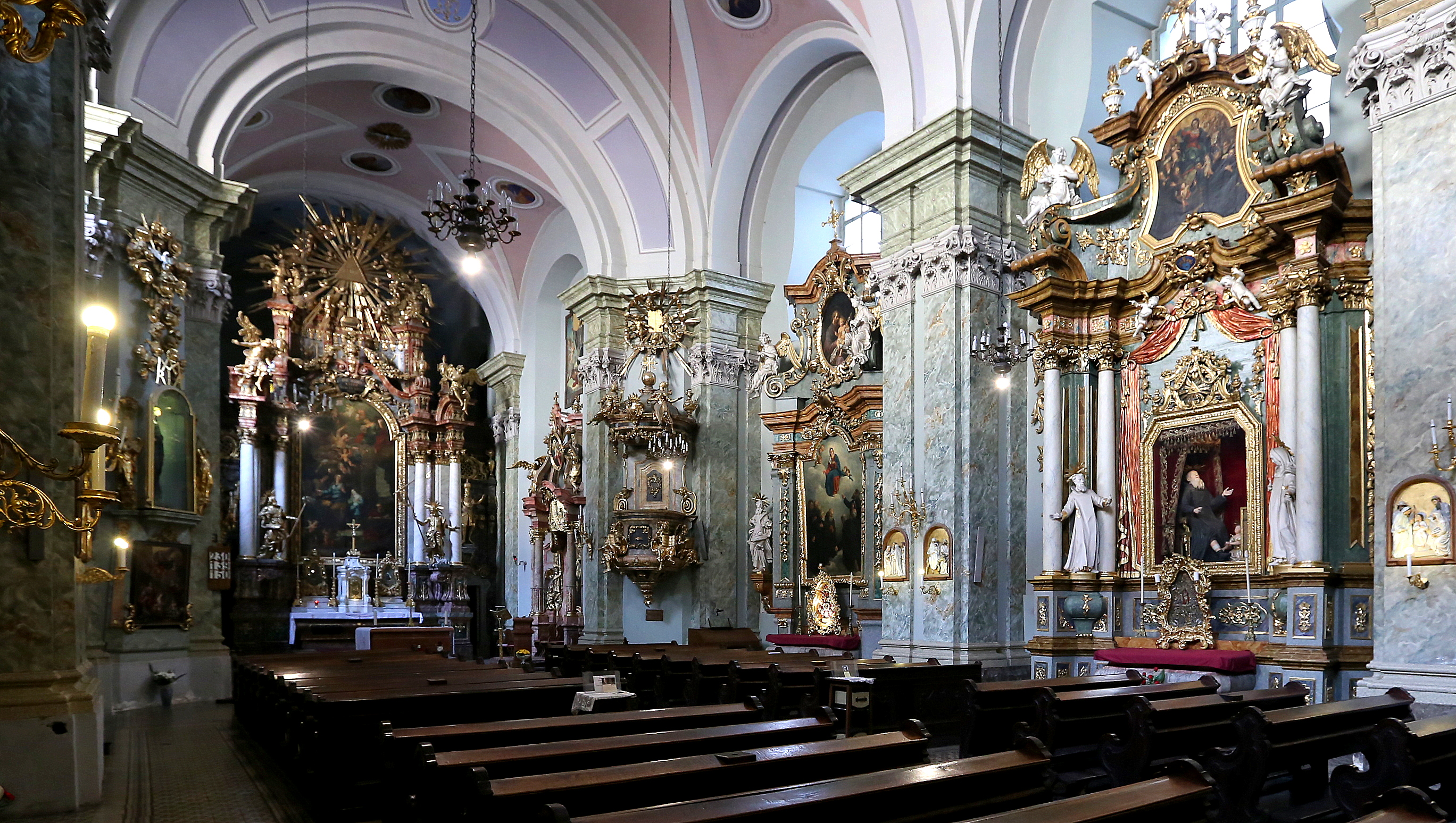
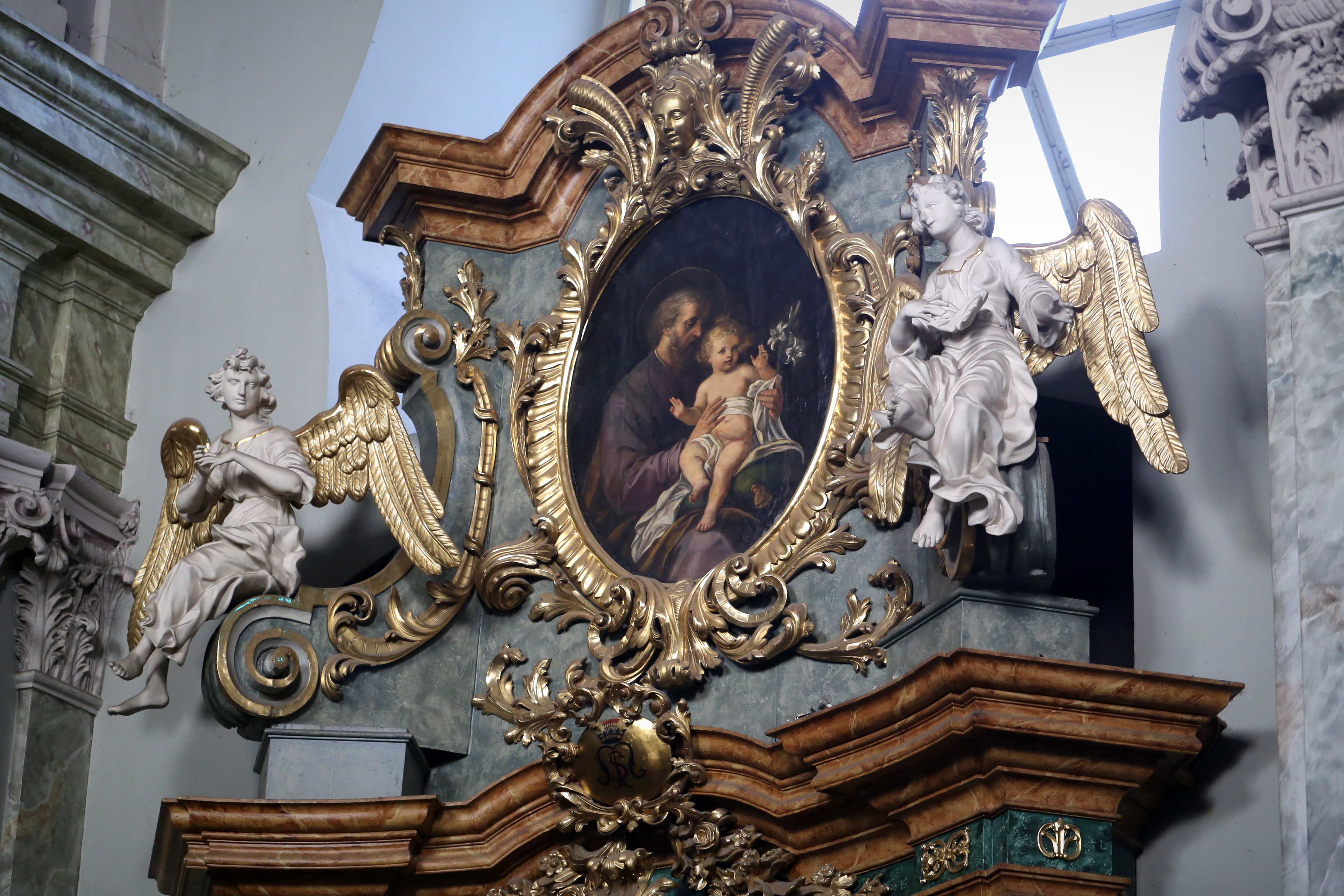
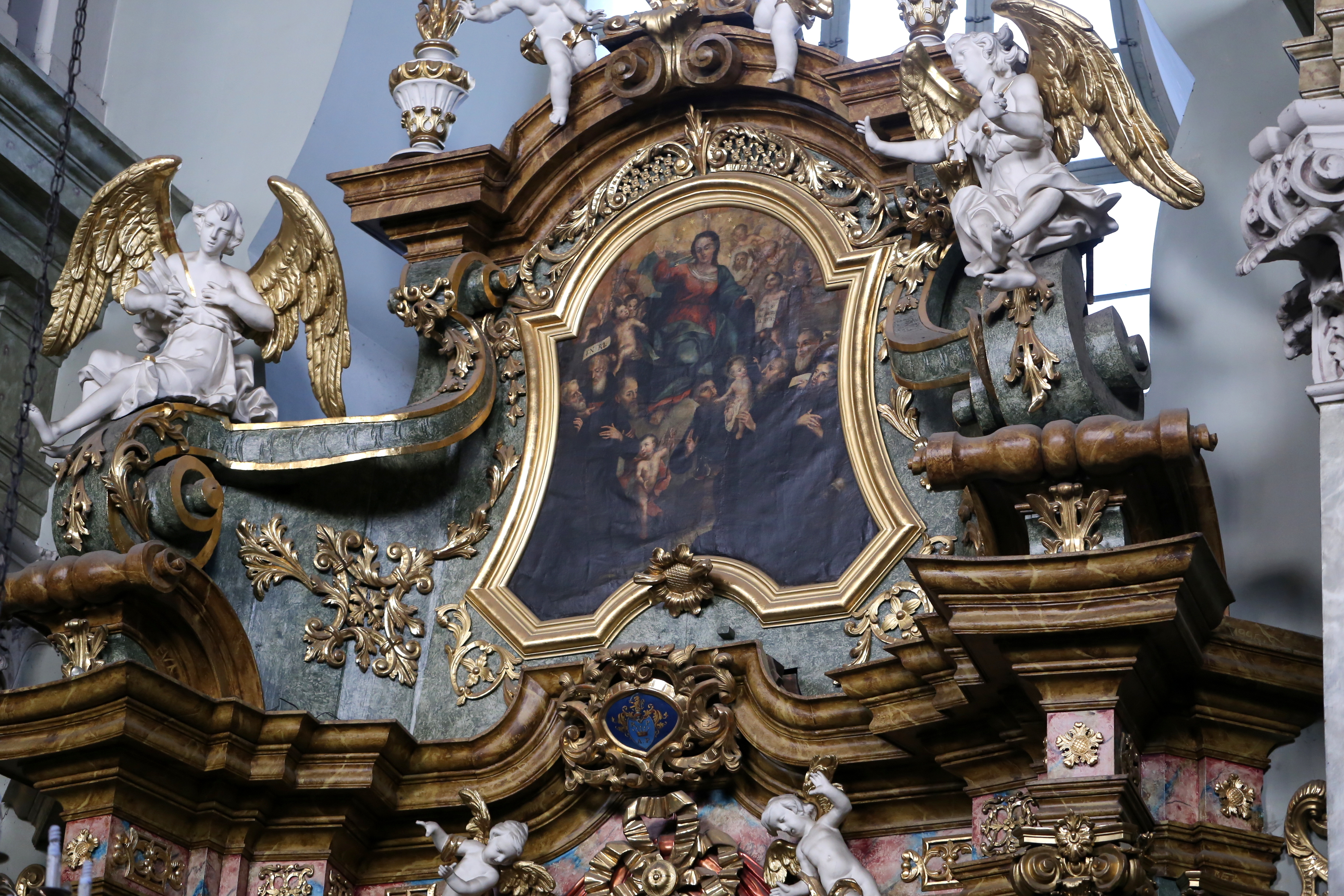
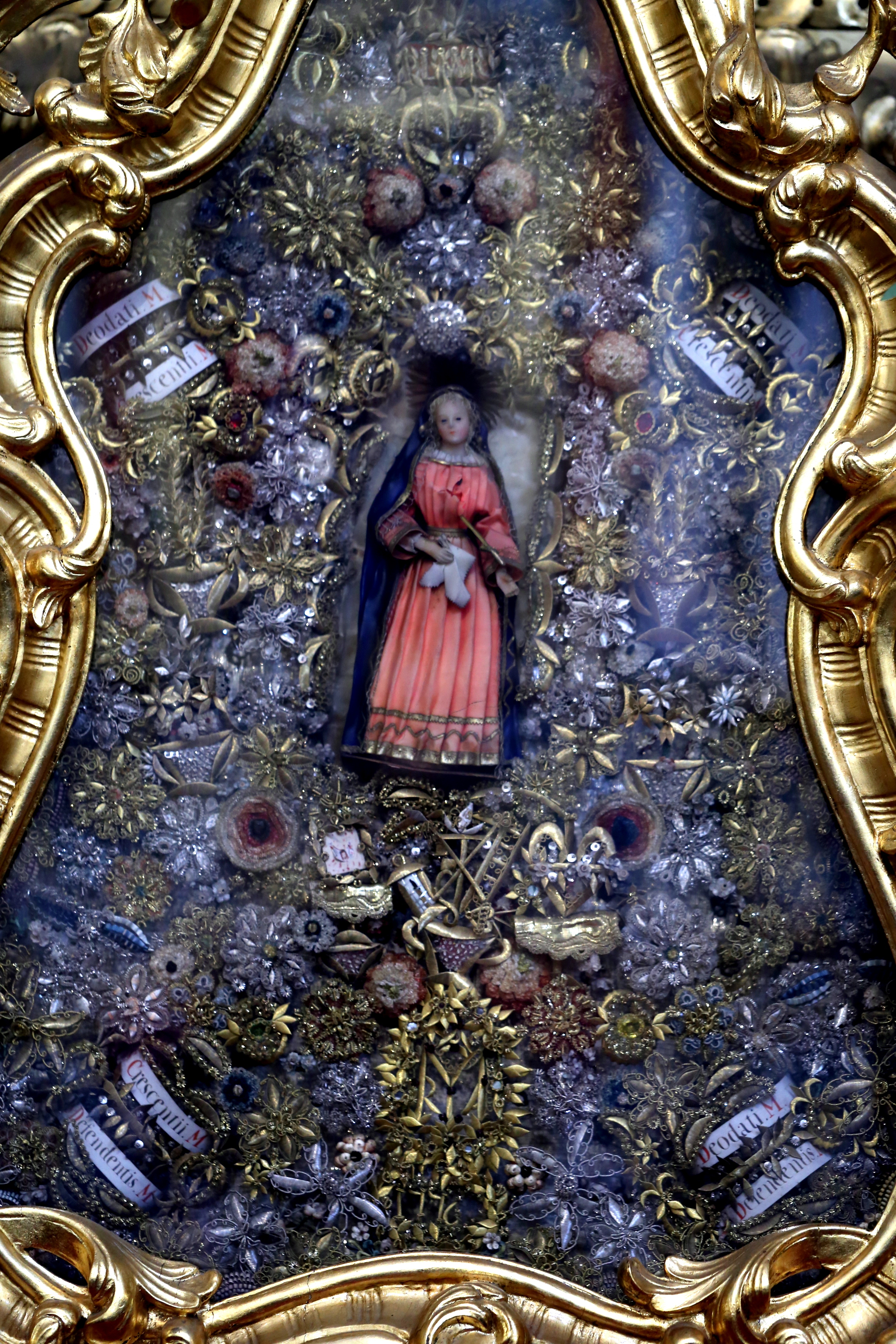
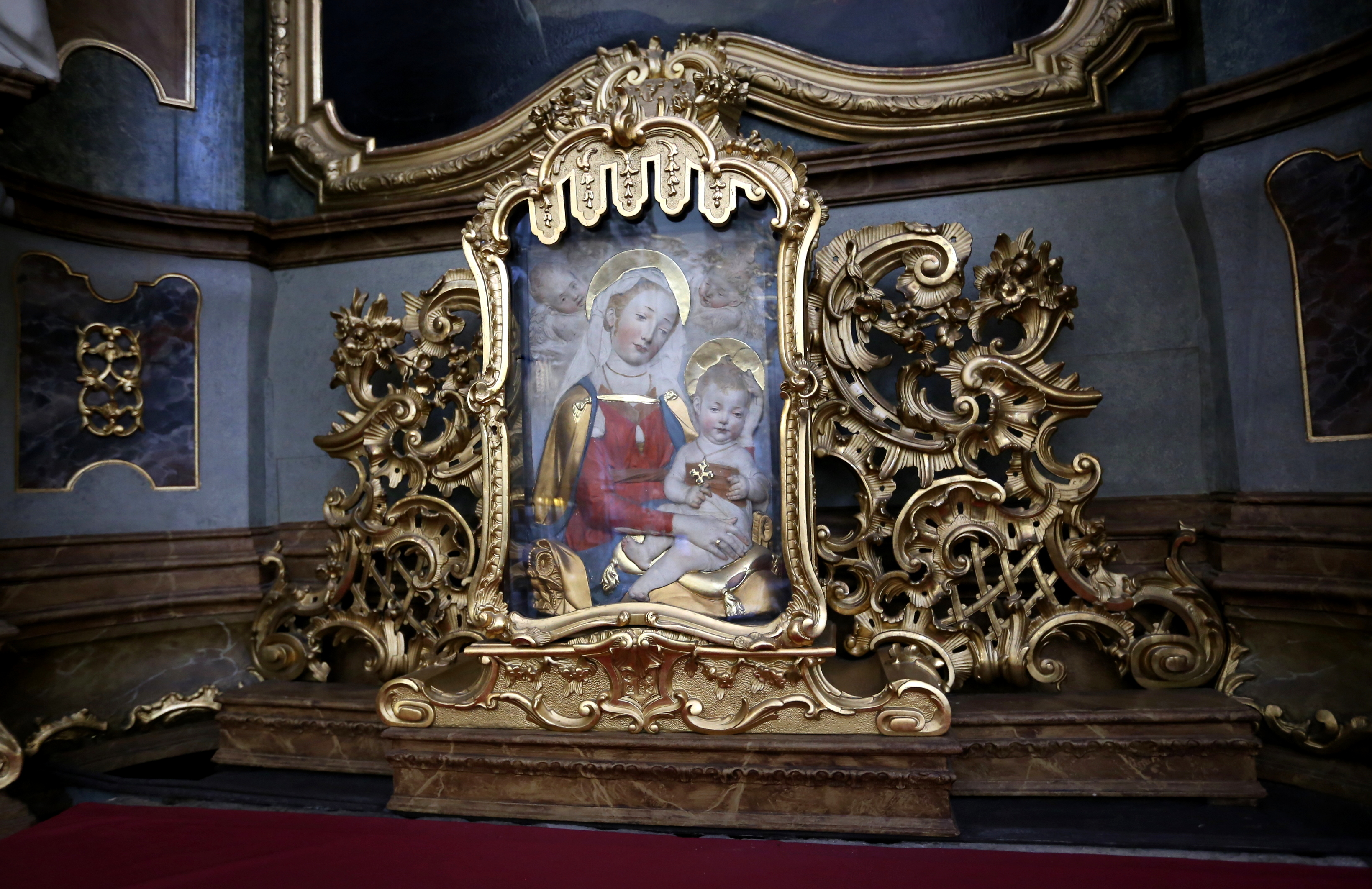
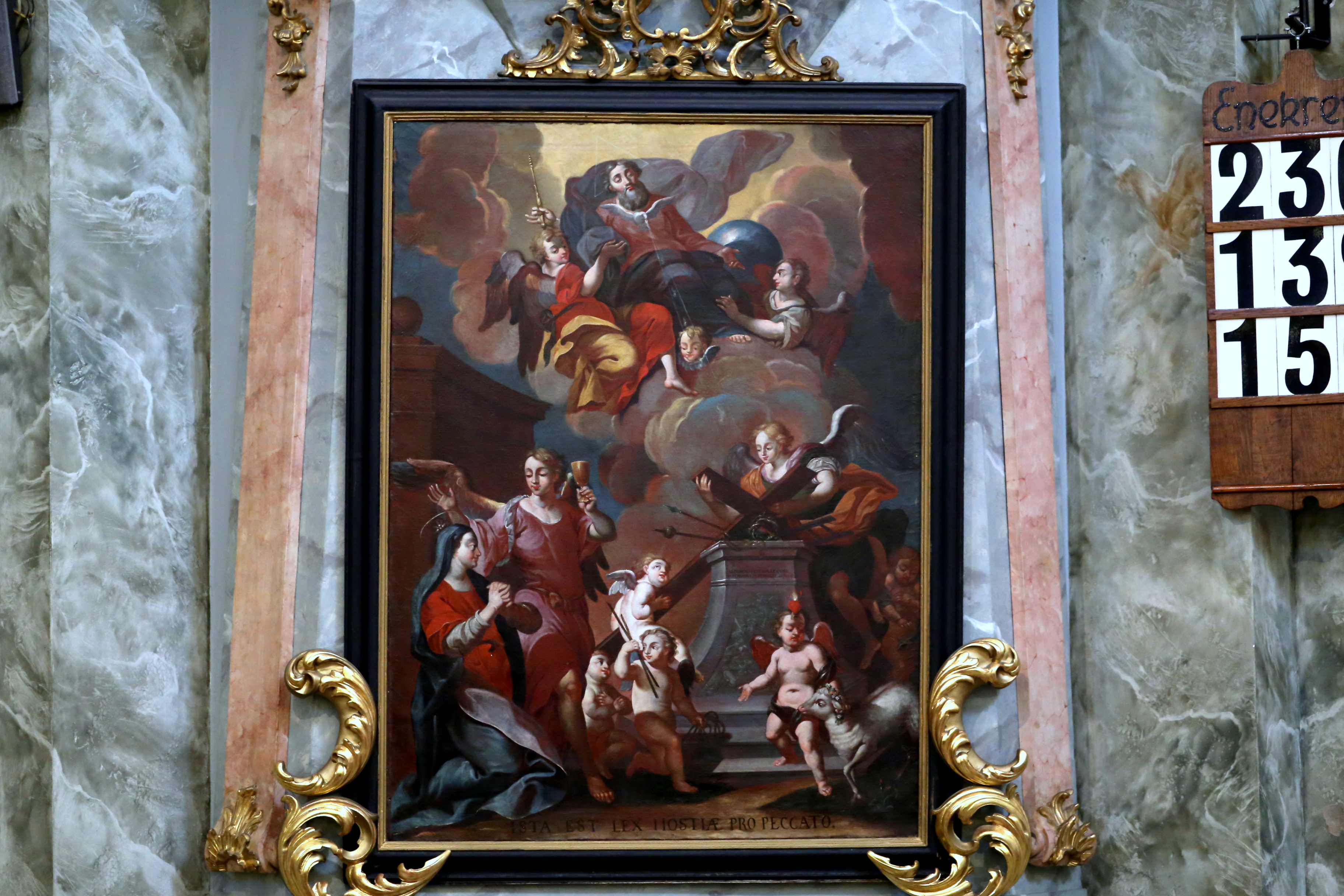
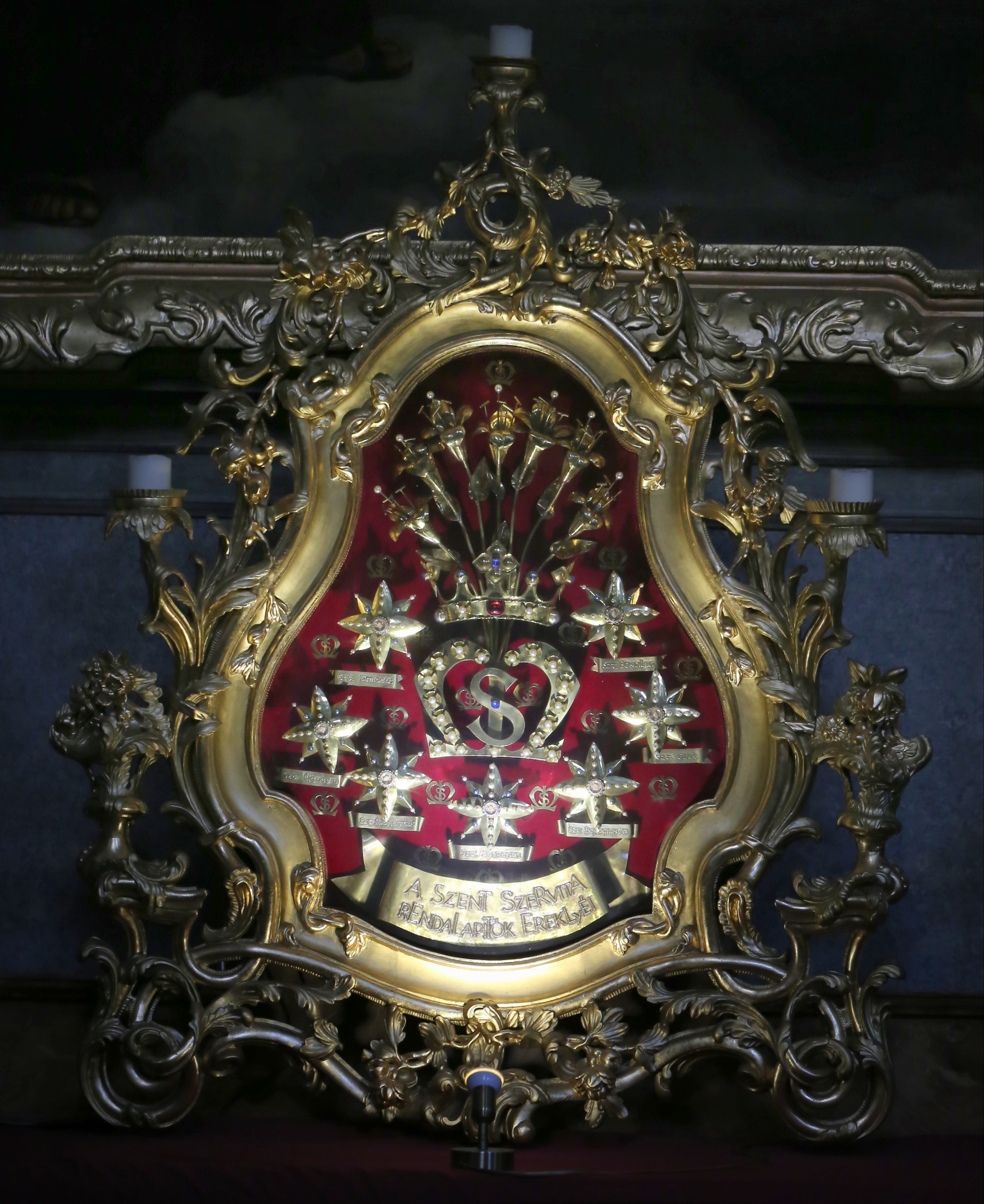
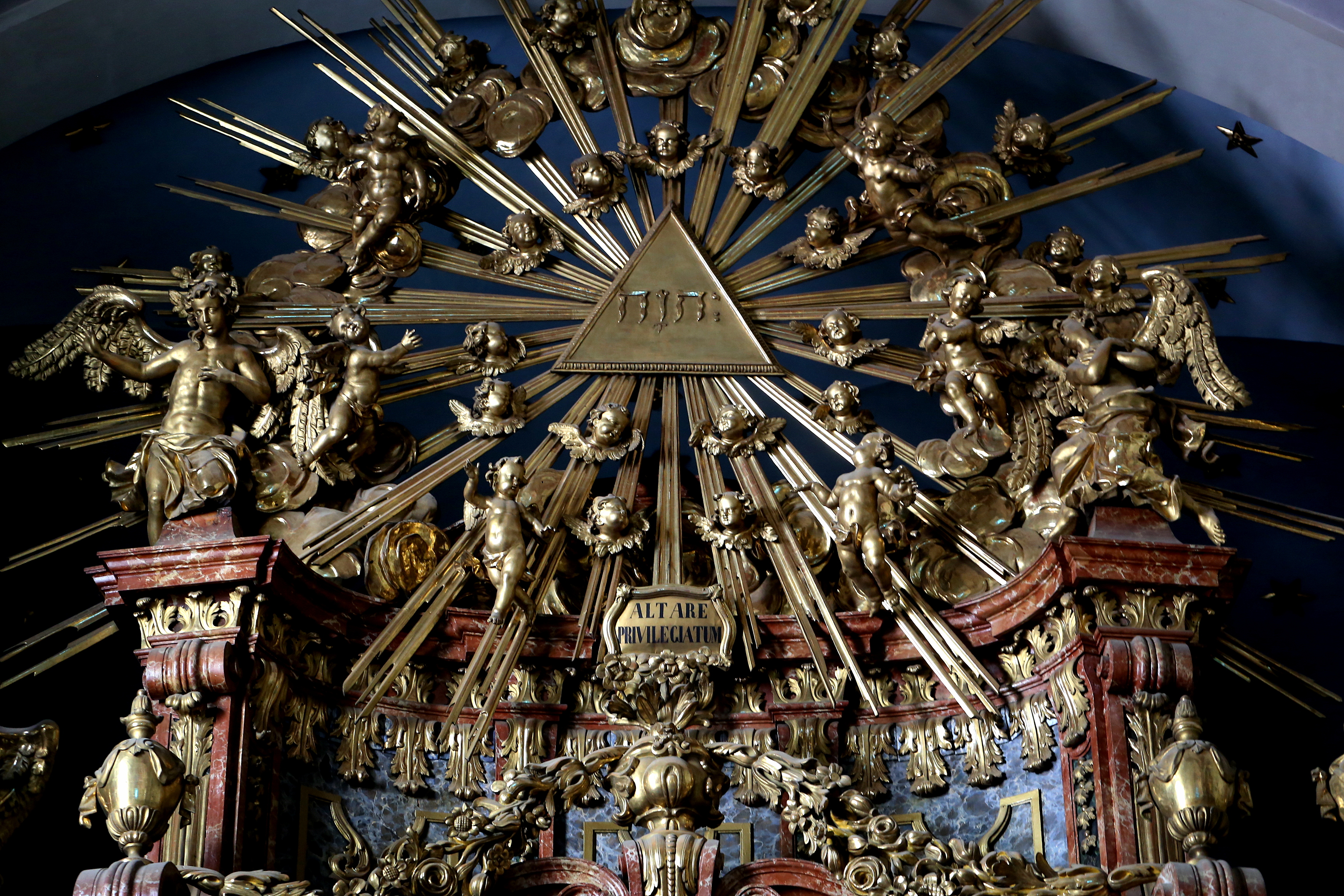
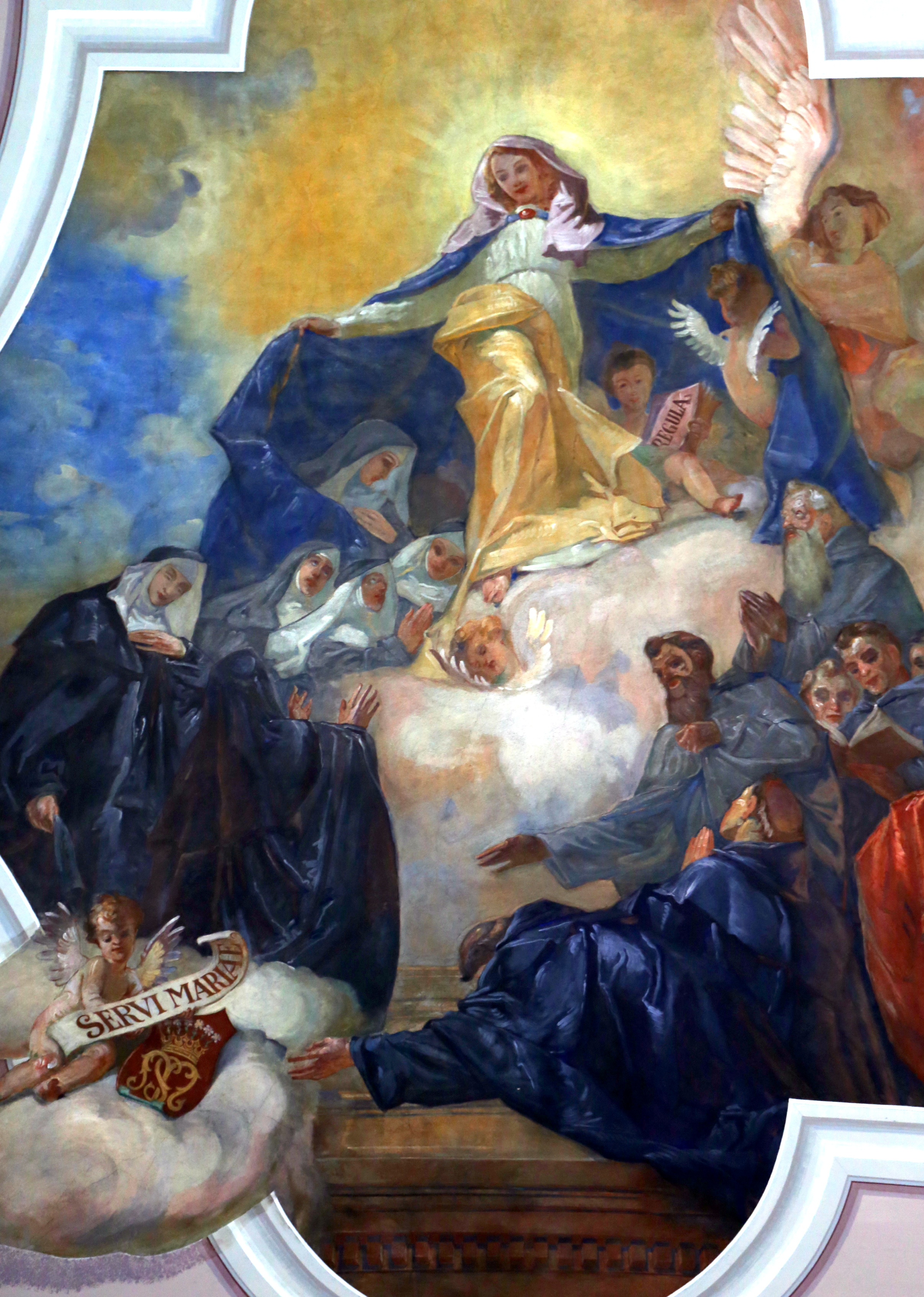
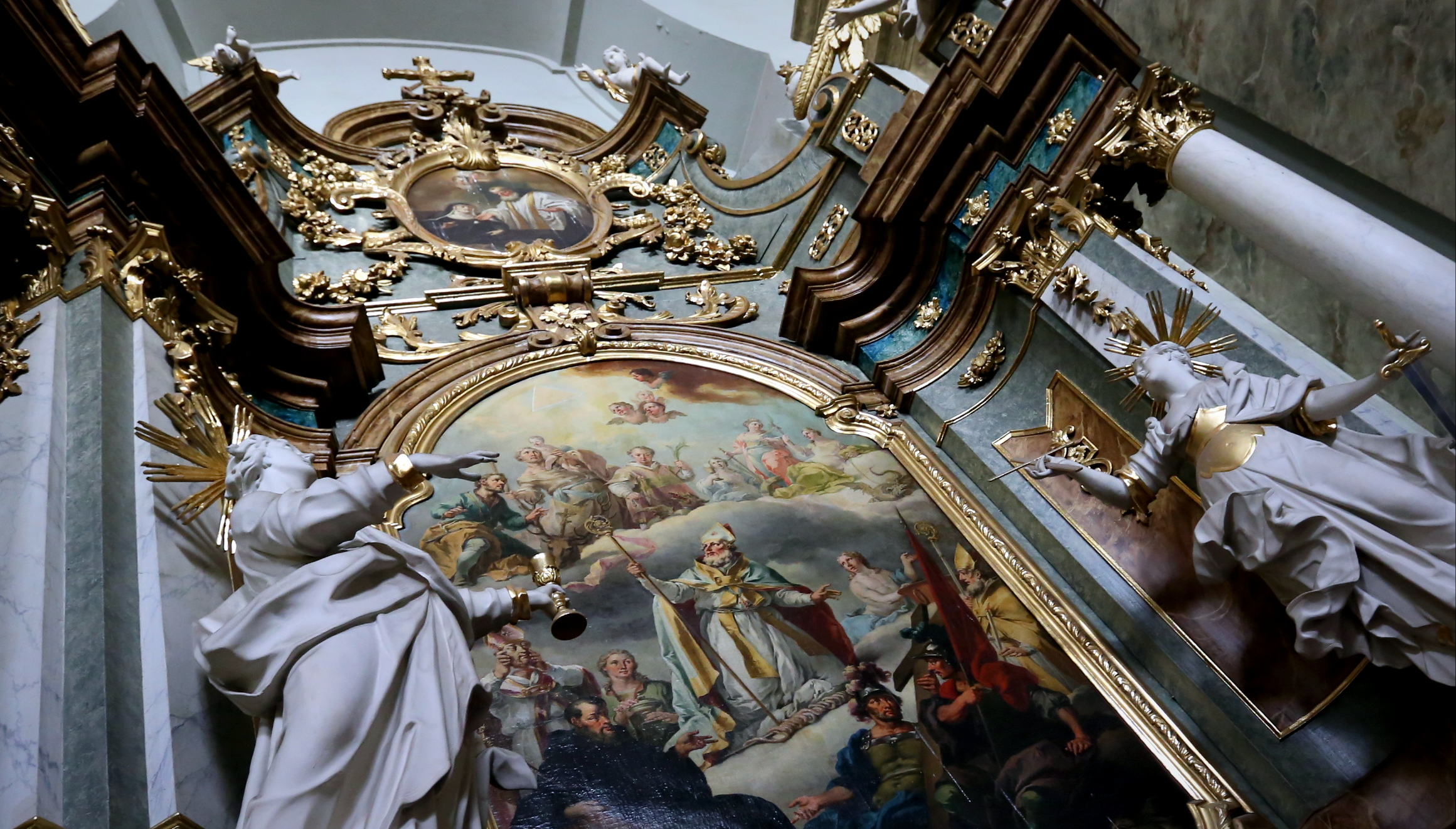
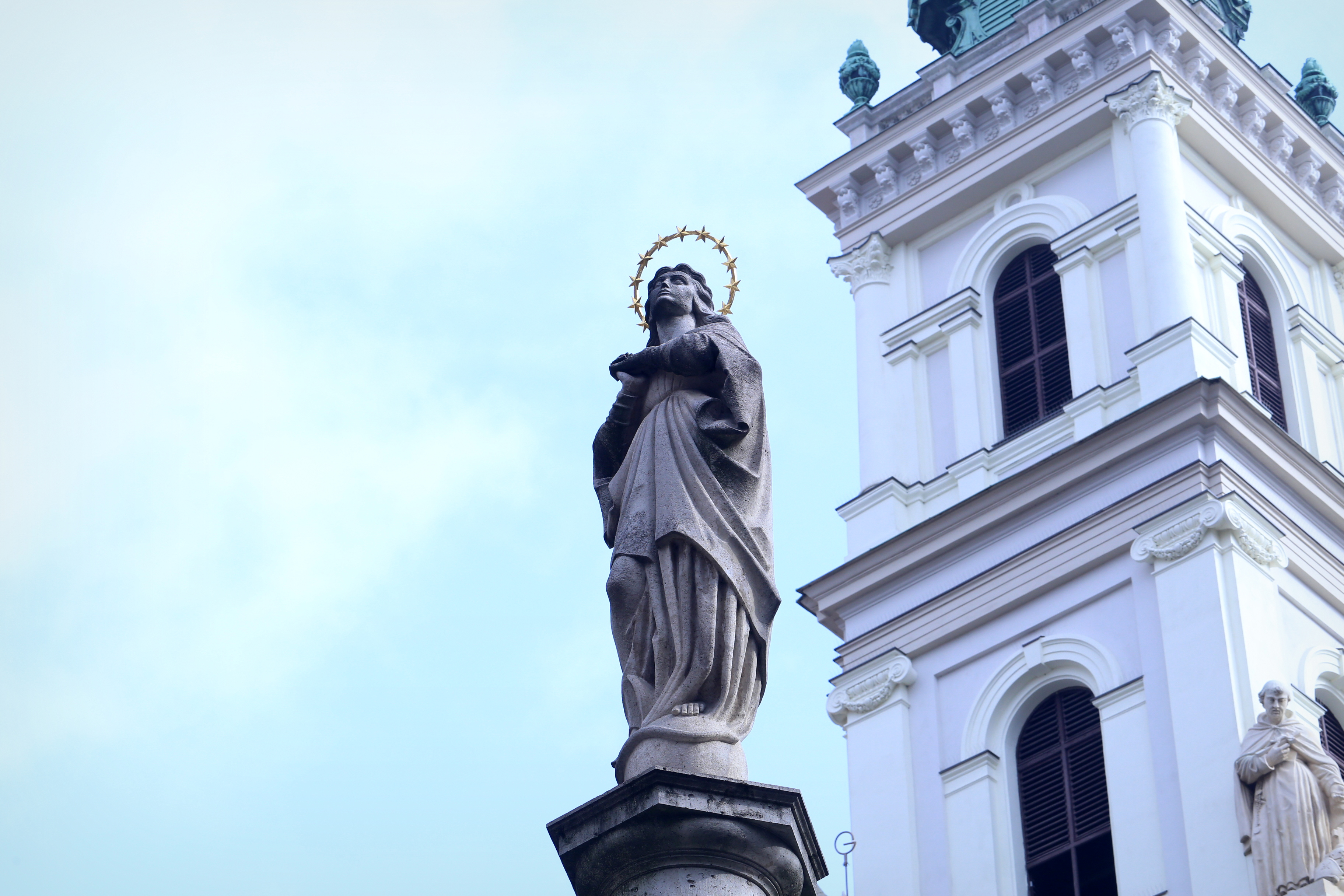